# Adrian Stokes (Maler)

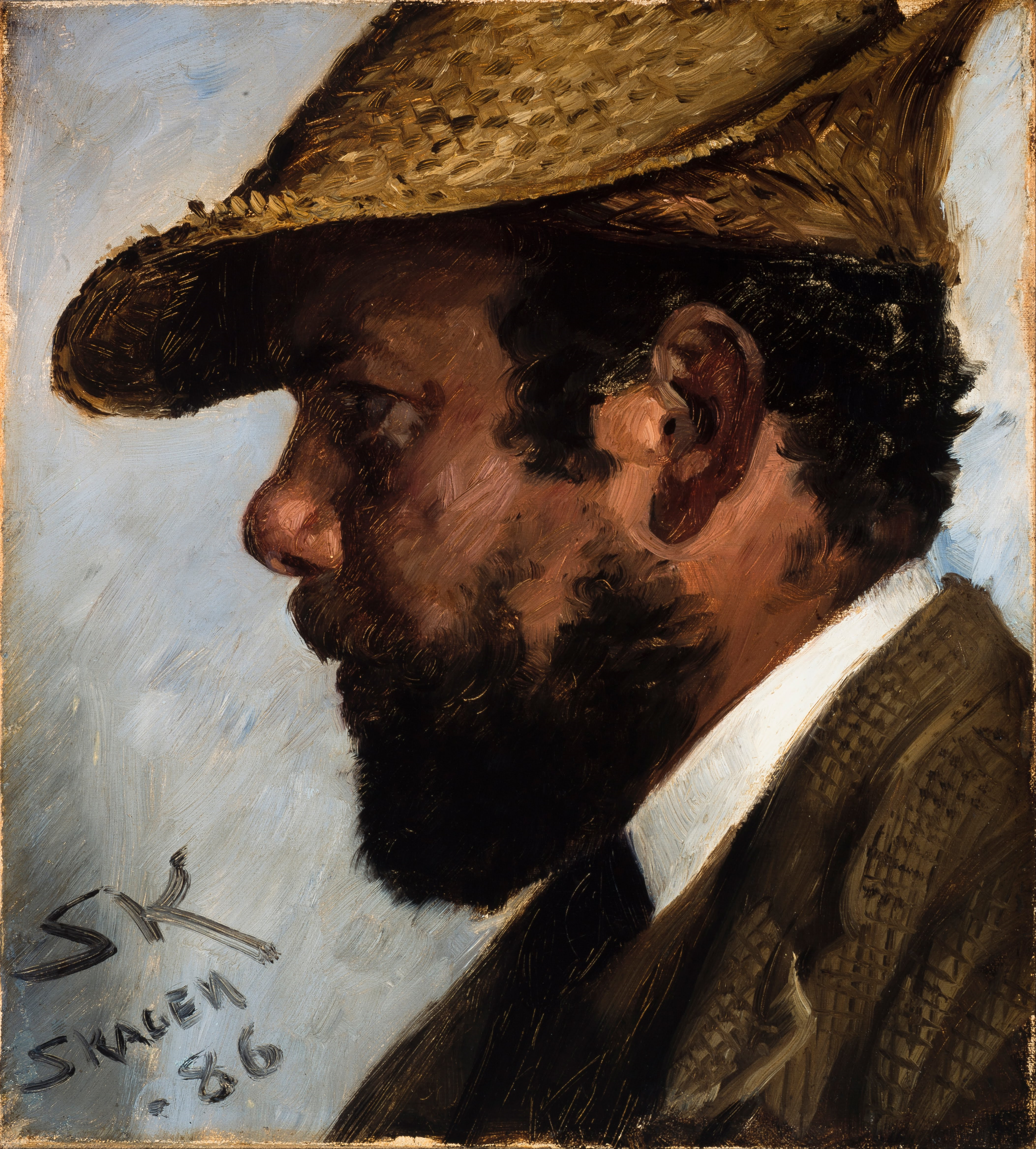
Peder Severin Krøyer: Adrian Stokes

Adrian Scott Stokes (* 23. Dezember 1854 in Southport, Lancashire; † 30. November 1935 in London) war ein britischer Landschaftsmaler und Mitglied der Royal Academy of Arts.

## Leben
Adrian Stokes wurde 1854 in Southport, Lancashire, geboren. Er arbeitete zunächst als Baumwollmakler in Liverpool, bevor sein künstlerisches Talent von John Herbert RA entdeckt wurde, der ihm riet, seine Zeichnungen bei der Royal Academy einzureichen. Daraufhin trat Stokes 1872 in die Royal Academy Schools ein und stellte ab 1876 an der Akademie aus.
1884 heiratete er die österreichische Künstlerin Marianne Preindlsberger, die unter dem Namen Marianne Stokes bekannt wurde. Das Paar verbrachte die Sommer 1885 und 1886 in Skagen (Dänemark), wo sie der Künstlerkolonie der Skagenmaler angehörten und enge Freundschaft mit Michael und Anna Ancher schlossen. Nach einem längeren Aufenthalt in Frankreich kehrten sie nach Großbritannien zurück und ließen sich 1886 in Carbis Bay in Cornwall nieder, wo sie sich der Künstlerkolonie von St Ives anschlossen.
Adrian Stokes wurde 1909 zum Associate Member und 1919 zum Full Member der Royal Academy ernannt. Er war der erste Präsident des St Ives Arts Club (1890) und wurde 1932 Vizepräsident der Royal Watercolour Society. Nach dem Tod seiner Frau 1927 starb Adrian Stokes 1935 in London. Beide wurden auf dem römisch-katholischen Friedhof in Mortlake beigesetzt.

## Werk

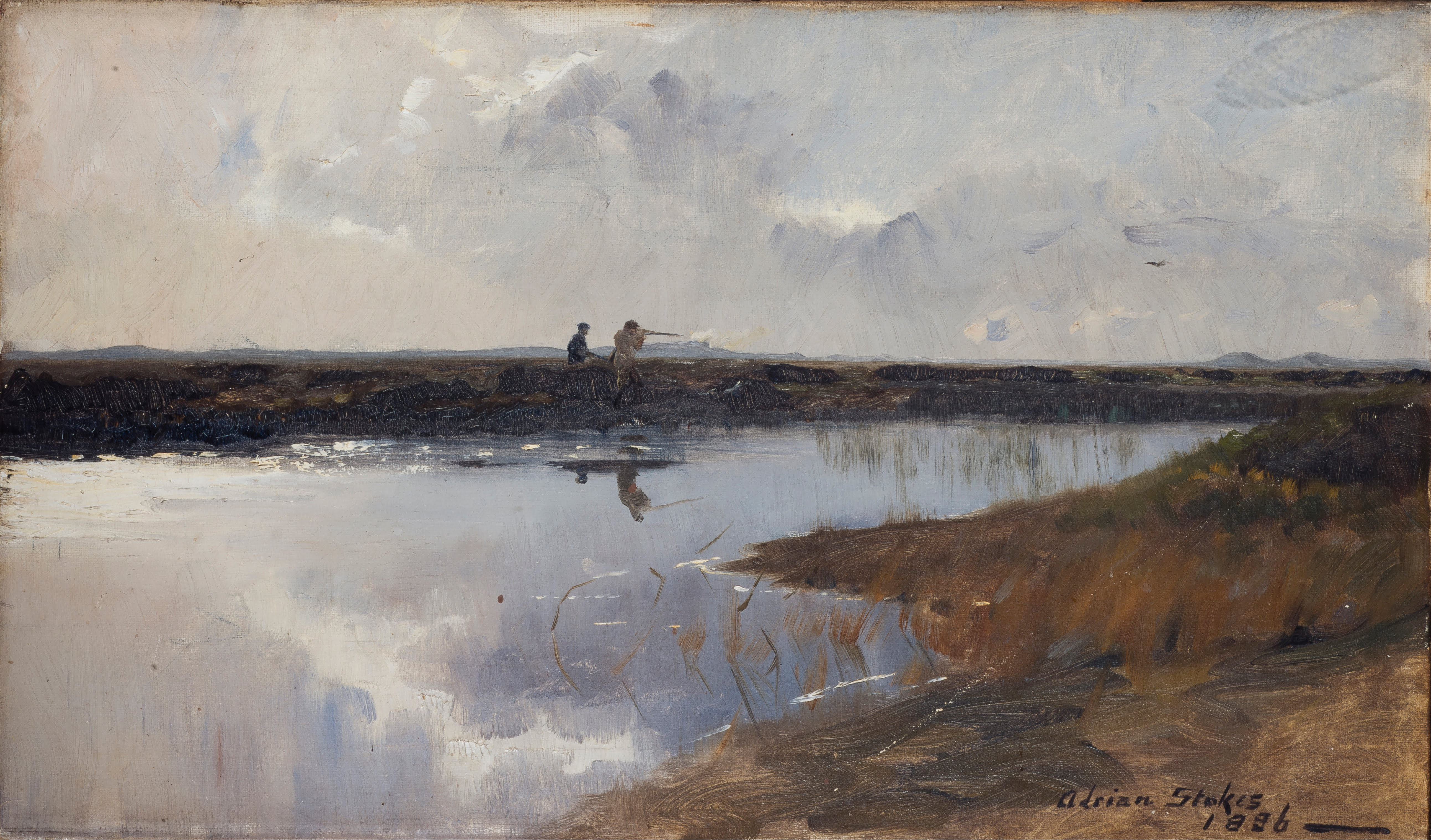
Adrian Stokes: Hunters on the moor north of Skagen, 1886. Skagens Museum

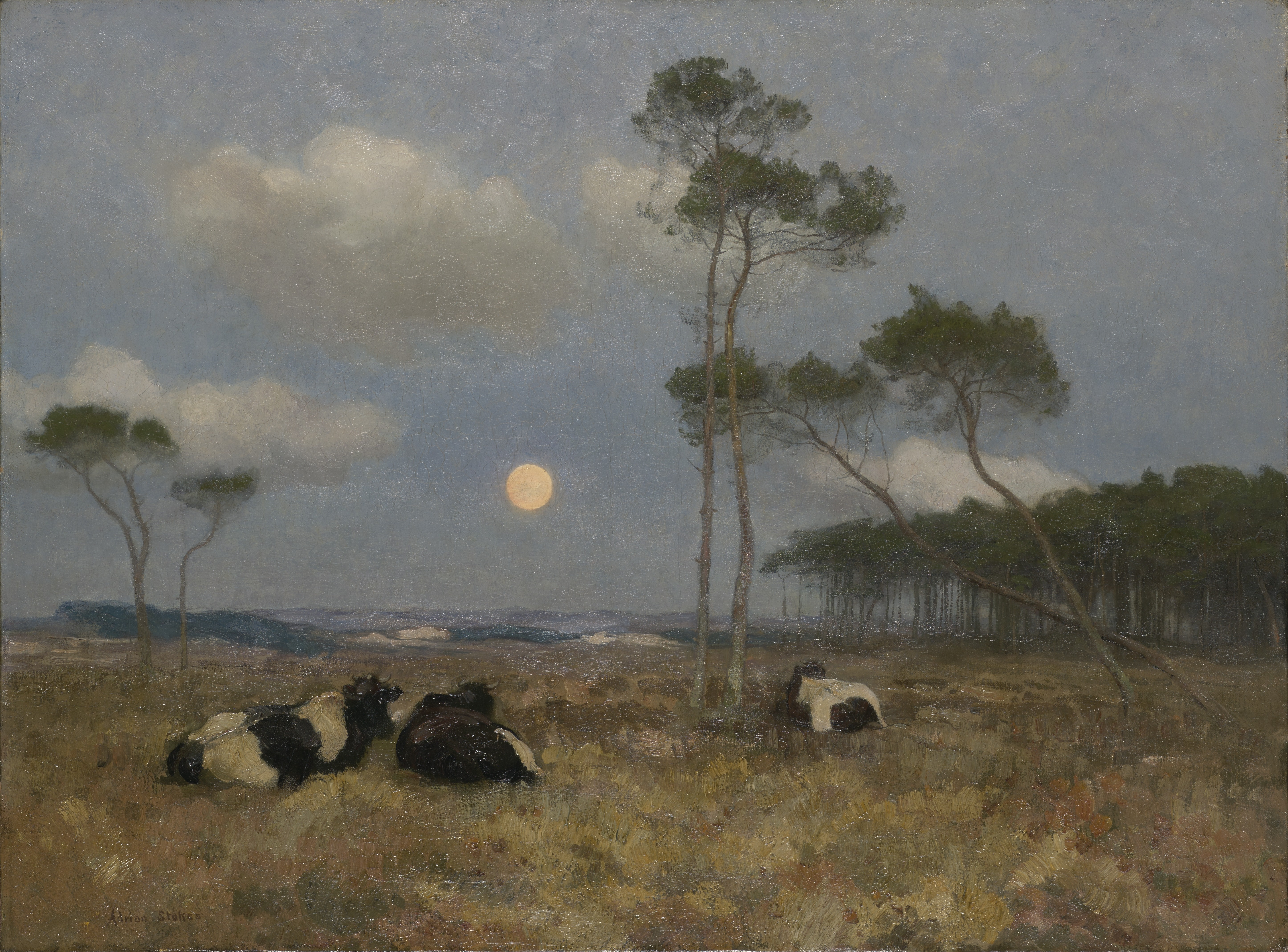
Adrian Scott Stokes: Mondaufgang an der Zuyderzee, 1899. Government Art Collection

Die Bilder von Adrian Stokes sind inspiriert von der Freilichtmalerei zeitgenössischer französischer Maler und von der Vielfalt der Landschaften, die er auf seinen Reisen durch Europa gesehen hat. Er malte häufig Sonnenuntergänge, die ihm die Möglichkeit gaben, mit den Veränderungen der Atmosphäre und des Lichts in einer abendlichen Landschaft zu experimentieren. Sein Werk wurde von französischen Freilichtmalern wie Jules Bastien-Lepage beeinflusst. Zu seinen bekanntesten Werken gehören Autumn in the Mountains und Hunters on the Moor North of Skagen.